# أليس كاري
أليس كاري (بالإنجليزية: Alice Cary) (26 أبريل 1820، سينسيناتي في الولايات المتحدة - 12 فبراير 1871، نيويورك في الولايات المتحدة)؛ كاتِبة مُتخصِّصة في أدب الأطفال، شاعرة، مؤلفة وروائية أمريكية.

## روابط خارجية
- أليس كاري على موقع الموسوعة البريطانية (الإنجليزية)
- أليس كاري على موقع الموسوعة البريطانية (الإنجليزية)
- أليس كاري على موقع ميوزك برينز (الإنجليزية)